# Nuraxi Fenu
Il Nuraxi Fenu (o Nuraghe Fenu, Fenu significa "fieno" in italiano) è un nuraghe situato nelle campagne del comune sardo di Pabillonis, nel Medio Campidano, e rappresenta assieme al nuraghe Santu Sciori il secondo nuraghe complesso di Pabillonis.
Risalente alla media età del bronzo (1300-1150 a.C.) comprende un'area di più di 2000 metri quadrati.
Vittorio Angius lo descrisse in questo modo, prima della scoperta della reggia di Barumini:«..l'altro appellato Nuraxi-Fenu distante quasi un miglio e mezzo, e degno di esser considerato e annoverato a' più grandi che si conoscono, quali pur sono i prossimi del territorio di Guspini, il Saureci, il Fumìu e l'Orco..» e ancora, parlando di San Gavino fece un riferimento allo stesso Fenu, vicinissimo: «.. dentro i limiti del territorio di Sangavino sorgessero ne' tempi più antichi più di sedici nuraghi, e che alcuni de' medesimi fossero tanto grandi, quanto quello che vedesi ancora nelle vicinanze di Pabillonis, che è uno de' più colossali dell'Isola...».

## Contesto ambientale e collocazione geografica

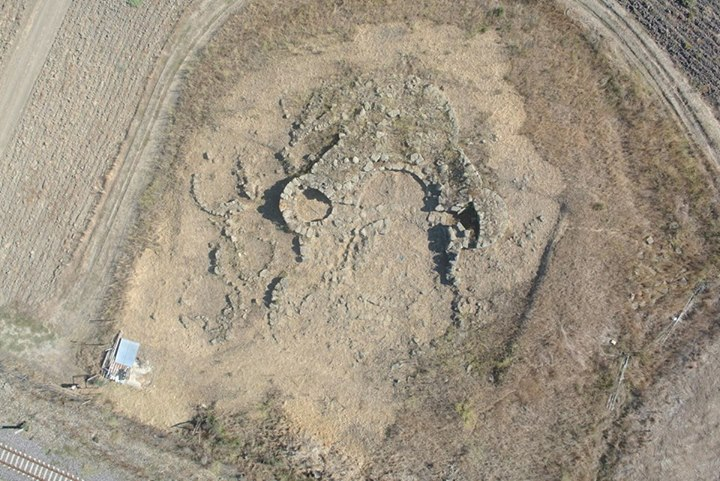
Vista aerea del Nuraxi Fenu

Il Nuraxi Fenu si trova a circa 3 km dal centro abitato, attaccato alla linea ferroviaria, in una zona ad intensa attività agricola. Come accadde per altri nuraghi, anche il Fenu venne utilizzato come materiale per le fondamenta di un ponte della linea ferroviaria anche se la struttura tuttora rimane in buono stato.
Lo si può raggiungere percorrendo la strada SP4.3 che da Pabillonis porta a Sardara . Una volta superati i cancelli ferroviari svoltare a destra in una stradina parallela ai binari ferroviari.

## Descrizione

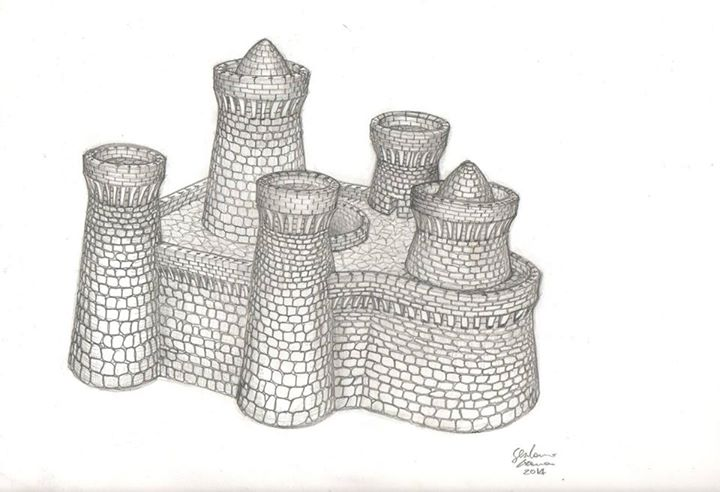
Ricostruzione grafica del nuraghe Fenu

I resti del nuraghe, costruito interamente in roccia basaltica, si estendono per circa 2.000 metri quadrati e appartengono ad un complesso polilobato di grandi dimensioni. Si conservano due torri, che si elevano per un'altezza di circa 1,80 m e che con il loro spessore testimoniano l'imponenza che il nuraghe aveva in passato. A fianco una ricostruzione ideale del sito (G. E.)

## Scavi archeologici e reperti

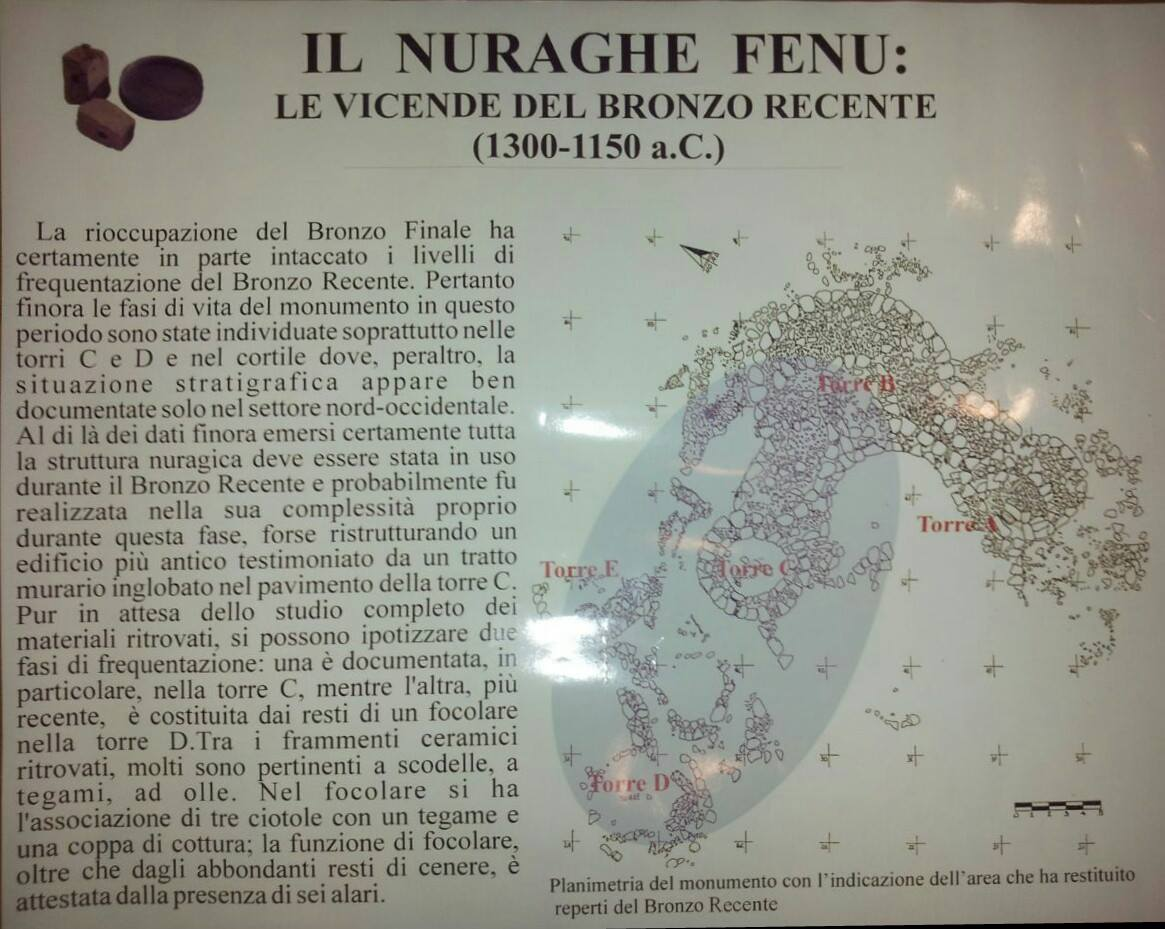
Planimetria

Gli scavi archeologici sono iniziati nel 1996, con differenti campagne, e hanno permesso tramite lo studio della stratigrafia di individuare l'abbandono della struttura già in epoca antica, a causa di un incendio e di un crollo. I suoi resti furono poi riutilizzati da genti puniche e successivamente dai Romani.
Gli scavi hanno interessato l'area abitativa del nuraghe, contraddistinta nelle foto con le lettere α, β e γ,  con la successiva scoperta di un focolare e di resti di pasto in prossimità della torre C. Gli scavi hanno consentito anche una migliore visibilità della struttura nel suo complesso, soprattutto per quanto riguarda le torri: A,B,C,D,E.
Sono stati riportati alla luce diversi frammenti di ceramica, lucerne e alcune monete romane che testimoniano la frequentazione del sito in età imperiale, conservati nel museo archeologico di Sardara.

## Galleria d'immagini

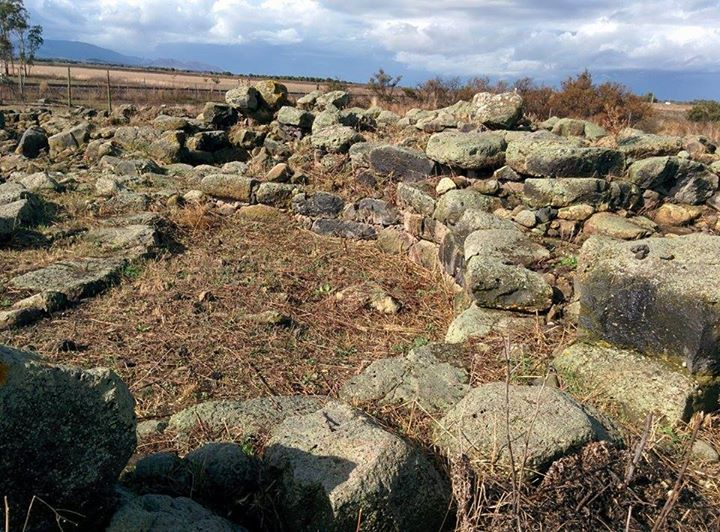
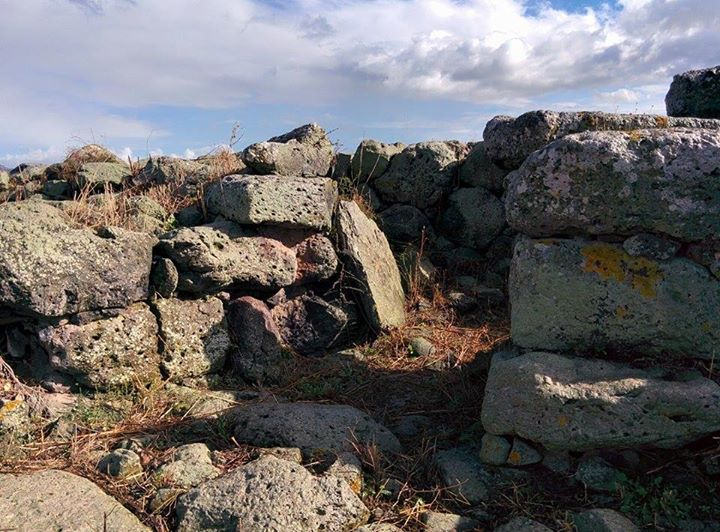
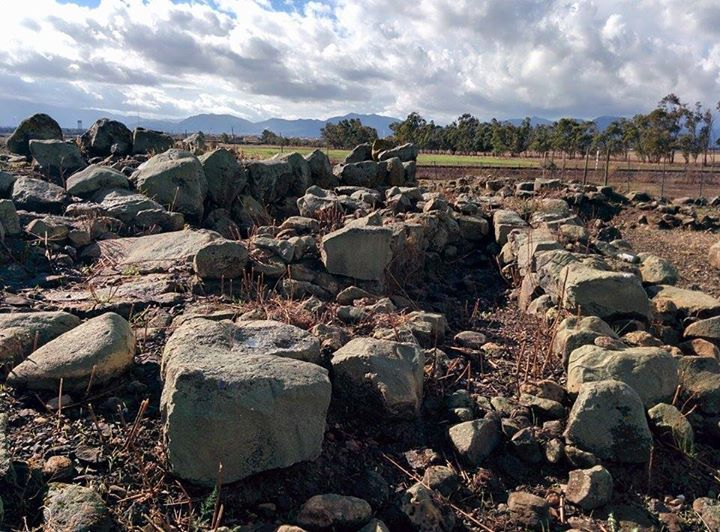
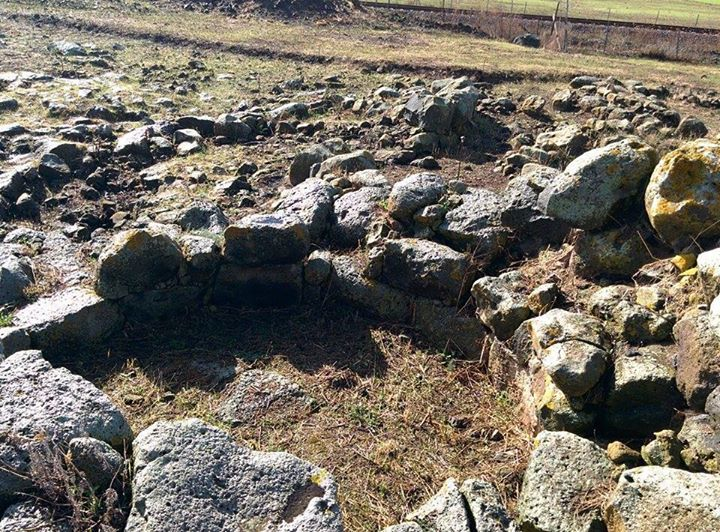
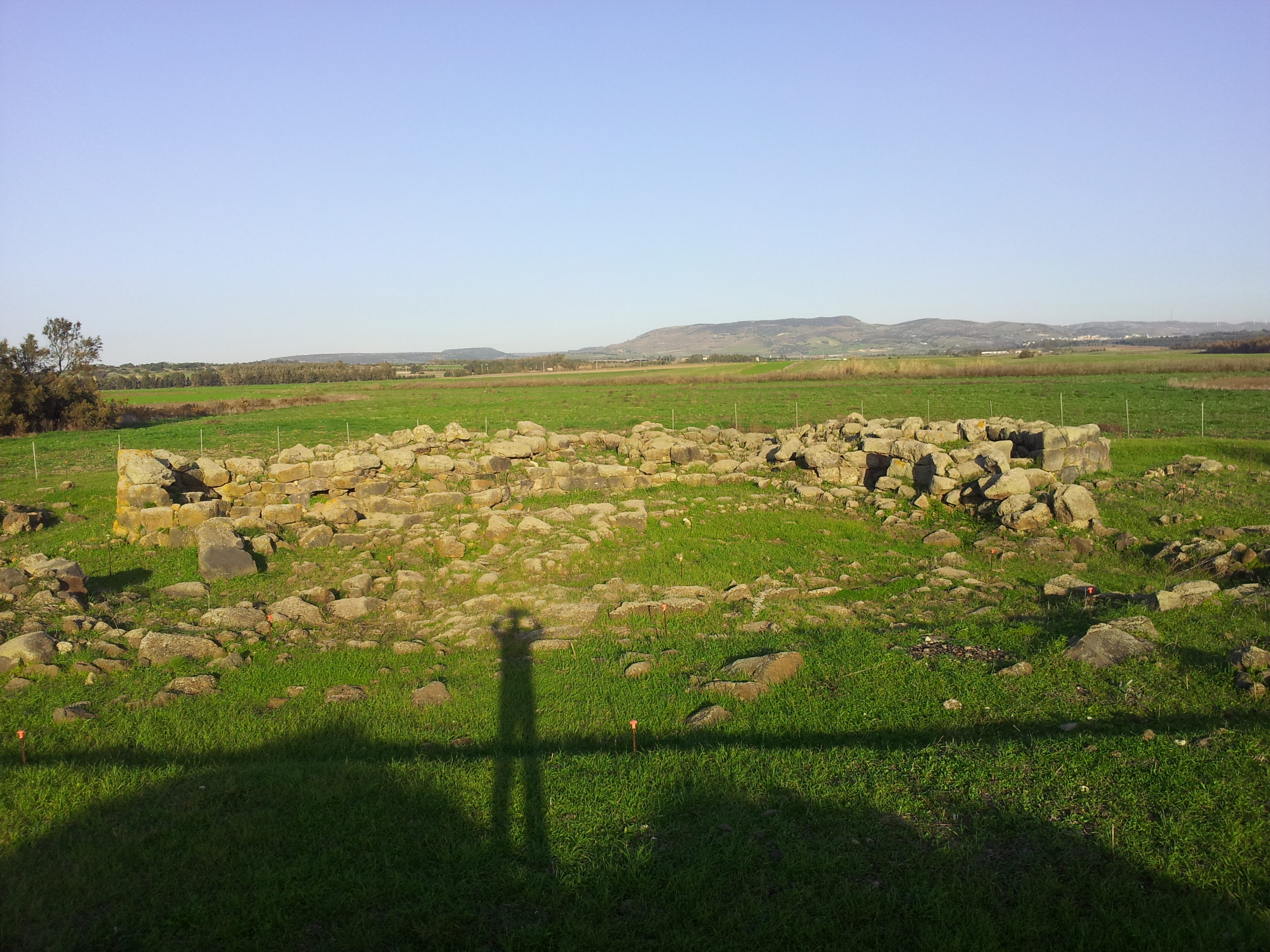